# East End

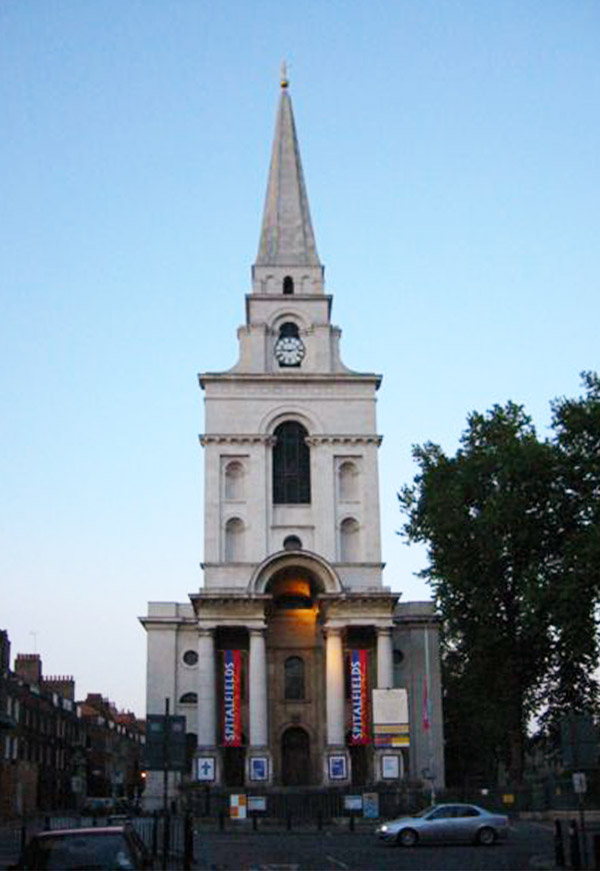
L'església de Christ Church a Spitalfields.

East End o East End de Londres és la designació tradicional d'una part de Londres (la capital d'Anglaterra i el Regne Unit) a l'est de la ciutat emmurallada medieval, La City, al nord del riu Tàmesi. Tot i que no existeixen fronteres administratives formals acceptades per tothom, el riu Lea s'ha considerat a vegades una altra frontera de l'East End. Actualment i segons autors com Richard Tames en la seva obra East End Past, a vegades es considera equivalent a l'actual districte londinenc de Tower Hamlets, si bé aquest mateix autor entén que es tracta d'una definició molt estreta i exclou parts de Hackney com Shoreditch o Hoxton que també se solen considerar part d'aquest est. D'altres autors, com Alan Palmer, parlen d'un East End que abasta més enllà del riu Lea per arribar al districte londinenc de Newham per la seva identitat tradicional, mentre que d'altres barris situats al districte de Waltham Forest també s'hi inclourien. Tothom coincideix, però, que l'East End no és el mateix que l'Est de Londres, que seria una àrea geogràfica molt més extensa. La paraula per referir-se als seus habitants és cockney.

## Història

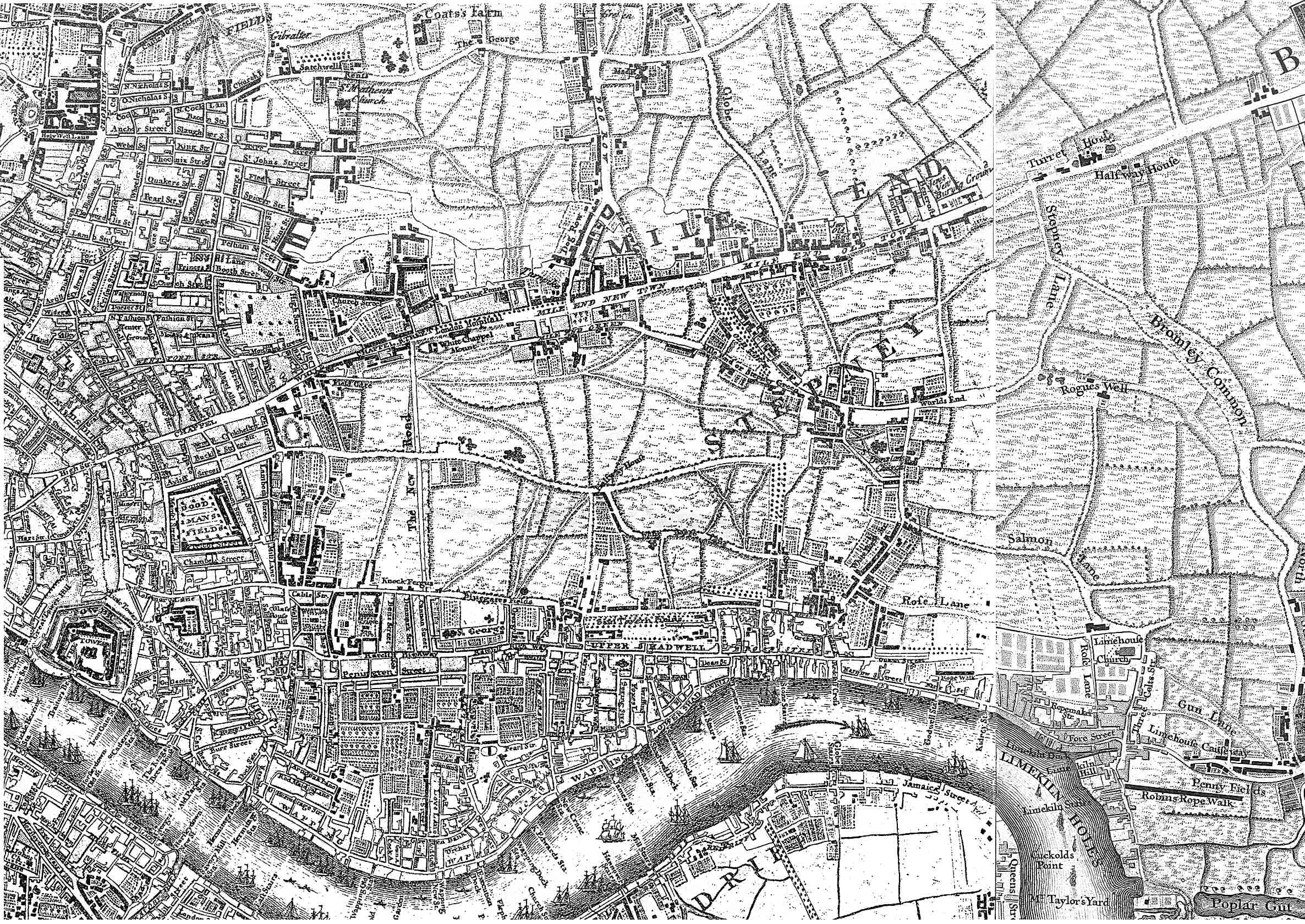
Mapa de l'East End del 1745 (Roque Map).

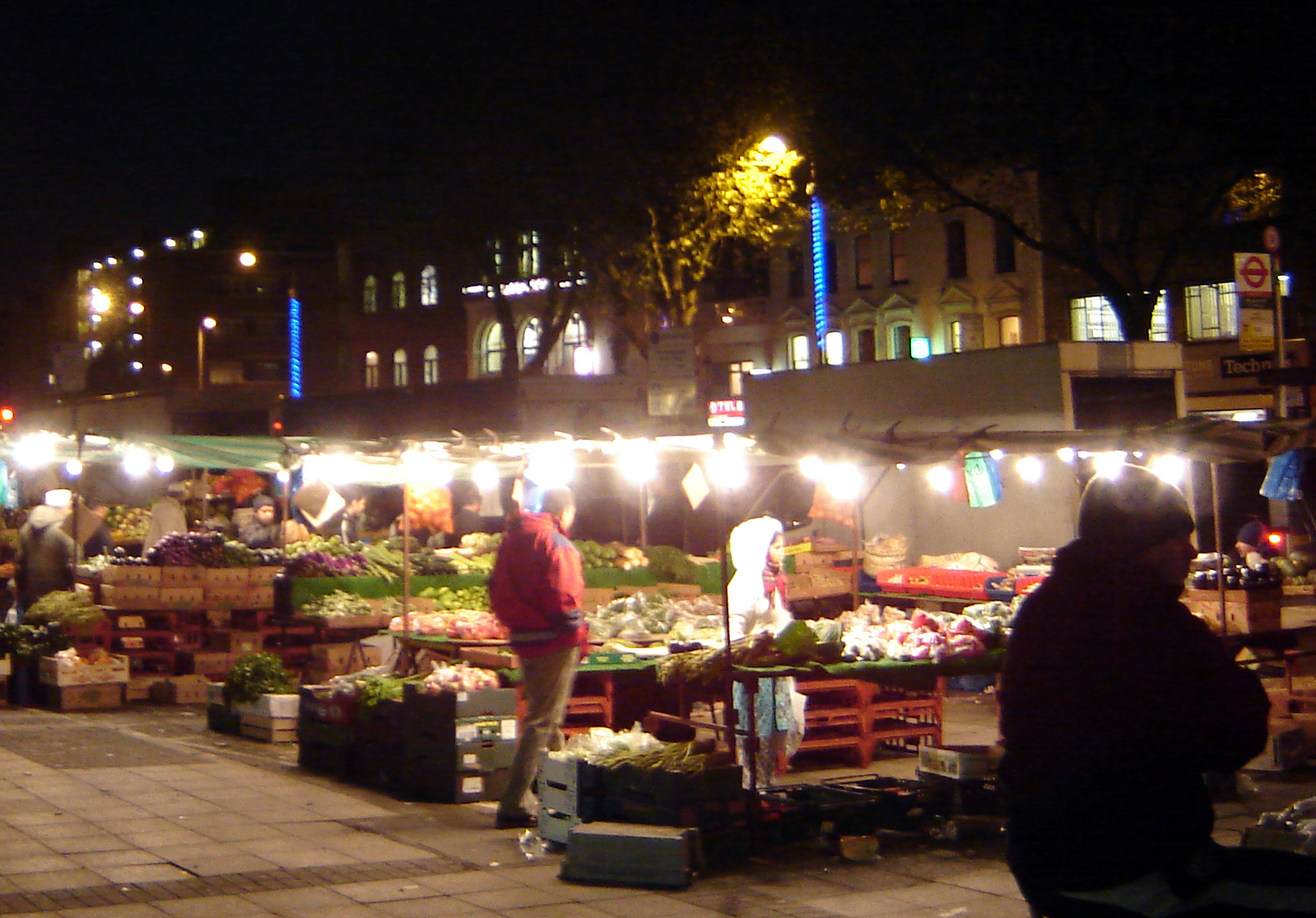
Mercat de Whitechapel.

La història del terme East End en un sentit pejoratiu comença a finals del segle xix, amb l'expansió de la població de Londres va portar a una severa superpoblació i una concentració de pobres i immigrants. Els problemes de l'East End es van exacerbar amb la construcció dels molls anomenats Saint Katharine Docks de 1827 i l'arribada de les terminals de ferrocarrils al centre de Londres (1840-1875) que portaren a la demolició de molts edificis i barris sencers (anomenats despectivament slums i rookeries), de manera que una gran part de la població expulsada del centre es va instal·lar a l'East End. Durant més d'un segle, aquest nom tingué les connotacions de pobresa, sobrepoblació, malalties i criminalitat.
L'East End es va desenvolupar molt ràpidament durant el segle xix. A l'època estava format per un seguit de pobles que s'acumulaven entorn les muralles de Londres o al voltant dels seus camins, amb terres dedicades a la ramaderia, vil·les i pantans prop dels rius, canals i molls de la Royal Navy. Abans de l'arribada de molls vertaders, bona part del treball als vaixells i l'arribada de béns tenia lloc al Pool of London, tot i que des de l'època Tudor hi havia hagut indústria de fabricació, reparació i avituallament de vaixells. L'East End va ser un gran pol d'atracció per a la població rural que buscava feina, i també era conegut com un lloc atractiu per a la immigració des de l'arribada d'hugonots al segle xvii, que crearen el suburbi extramurs de Spitalfields. Els següents nouvinguts foren els teixidors irlandesos i els jueus asquenazites, mentre que al segle xx arribaren els bengalís. Bona part d'aquests immigrants es dedicaren a la indústria tèxtil. Bona part de la població treballava en males condicions, i abundaven les feines no qualificades i salaris baixos. Els reformadors socials il·lustrats del segle xviii va portar a la fundació de sindicats i associacions d'obrers. El radicalisme de l'East End és també el bressol del Partit Laborista, i el sorgiment del moviment feminista i a favor del sufragi femení d'Emmeline Pankhurst.
Alguns intents oficials de millorar les condicions de vida veieren la llum a principis del segle XX per part de l'ajuntament de Londres, que ara agrupava moltes més zones de la capital (London County Council). La Segona Guerra Mundial, però, va destruir una gran part de l'East End, ja que els seus molls, fàbriques i línies de ferrocarril foren un dels objectius constants dels bombarders alemanys, de manera que la seva població es va dispersar en suburbis nous. El Port de Londres, que tenia bona part dels seus molls a l'East End, va tancar oficialment a la dècada del 1980, creant atur i canvis massius a la zona. Basant-se en aquesta ràpida evolució, es va crear l'organització London Docklands Development Corporation. Actualment la zona de negocis de Canary Wharf es troba en terreny de l'East End, així com l'Olympic Park per als Jocs Olímpics de 2012, si bé al mateix temps alguns dels llocs més empobrits de Gran Bretanya segueixen trobant-se en aquesta zona.

## Whitechapel
Whitechapel és una de les parts més importants del East End. Es troba a 5,5 kilòmetres a l'est de Charing Cross i està aproximadament delimitat pel carrer Bishopsgate a l'oest, la Fashion Street al nord, Brady Street i Cavell Street a l'est i The Highway al sud. Existeix molta diversitat ètnica al barri, tot i que majoritàriament és bengalí. És conegut principalment per ser la ubicació on Jack l'esbudellador va cometre els seus assassinats el 1888.